# Parafia św. Izydora Oracza w Rymaczach
Parafia św. Izydora Oracza w Rymaczach – parafia rzymskokatolicka w Rymaczach, należy do dekanatu Łuck w diecezji łuckiej (Obwód wołyński).